# Niemiecka Nadwołżańska Autonomiczna Socjalistyczna Republika Radziecka
Niemiecka Nadwołżańska Autonomiczna Socjalistyczna Republika Radziecka (niem. Autonome Sozialistische Sowjetrepublik der Wolgadeutschen, ros. Автономная Советская Социалистическая Республика немцев Поволжья) – republika autonomiczna utworzona w ramach Rosyjskiej FSRR, ze stolicą w nadwołżańskim porcie Engels (do 1931 Pokrowsk), istniejąca w latach 1923–1941.

## Powstanie Republiki

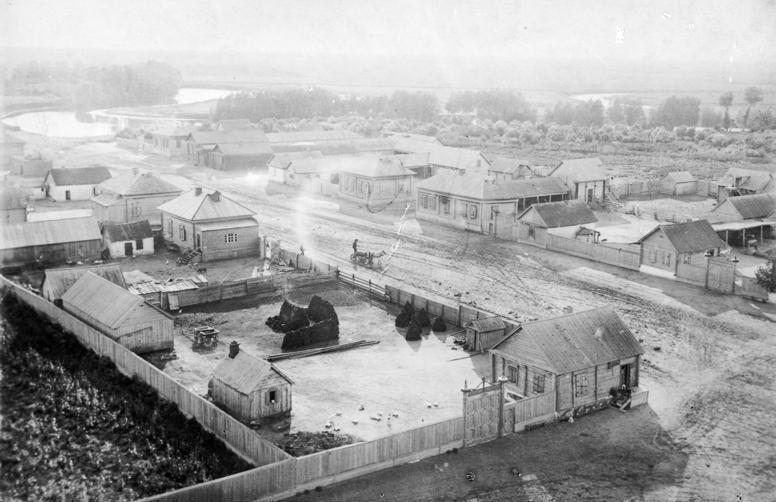
Niemieckie osiedle Streckau (ob. Nowokamienka) w 1920 r.

Tereny późniejszej Niemieckiej Nadwołżańskiej Autonomicznej Socjalistycznej Republiki Radzieckiej były terenem osadniczym przybyszów z Niemiec od XVIII wieku. Na skutek izolacji od głównego nurtu kultury niemieckiej i silnym wpływom rosyjskim, zamieszkujący nadwołżańskie tereny Niemcy wytworzyli własną kulturę i byli na drodze do wykształcenia się odrębnej narodowości – Niemców nadwołżańskich. 
Po rewolucji część Niemców wyjechała z bolszewickiej Rosji, natomiast wielu pozostałych przyłączyło się do ruchu rewolucyjnego. 19 października 1918 powstała na tych terenach pierwsza niesformalizowana forma niemieckiej autonomii (obwód autonomiczny).
Niemiecka Nadwołżańska Autonomiczna Socjalistyczna Republika Radziecka została ustanowiona 19 grudnia 1923. 

## Ludność i powierzchnia
Według danych z 1897, ludność terenu późniejszej Republiki liczyła niemal 1,8 mln mieszkańców. Na skutek działań wojennych, emigracji ludności oraz komunistycznych przesiedleń jak też głodu w latach 30. XX wieku, liczba ludności Niemieckiej Nadwołżańskiej ASRR systematycznie spadała do połowy lat 30., po czym zaczęła rosnąć. W 1939 Republikę zamieszkiwało 606 532 osoby.
Powierzchnia Niemieckiej Nadwołżańskiej ASRR wynosiła około 28,2 tys. km².

## Likwidacja Republiki
Po ataku Niemiec na ZSRR 22 czerwca 1941 w obawie przed aktami sabotażu ze strony Niemców nadwołżańskich, Prezydium Rady Najwyższej ZSRR wydało 28 sierpnia 1941 „Dekret o przesiedleniu Niemców Powołża”, na mocy którego Niemcy nadwołżańscy zostali zesłani do Kazachstanu i na Syberię. Kolejny dekret z 9 września 1941 podzielił obszar „byłej” republiki między obwód saratowski i obwód stalingradzki Rosyjskiej FSRR. W sensie prawnym Republika nie została jednak zlikwidowana.

## Narodowości
| Narodowość  | Liczba  | %         |
| ----------- | ------- | --------- |
| Niemcy      | 366 685 | 60,46%    |
| Rosjanie    | 156 027 | 25,72%    |
| Ukraińcy    | 58 248  | 9,60%     |
| Kazachowie  | 8988    | 1,48%     |
| Tatarzy     | 4074    | 0,67%     |
| Mordwini    | 3048    | 0,50%     |
| Białorusini | 1636    | 0,27%     |
| Chińczycy   | 1284    | 0,21%     |
| Żydzi       | 1216    | 0,20%     |
| pozostali   | 5326    | 0,88%     |
| Razem       | 606 532 | (100,00%) |